# Ninoe branchiata
Ninoe branchiata är en ringmaskart som först beskrevs av Treadwell 1921.  Ninoe branchiata ingår i släktet Ninoe och familjen Lumbrineridae. Inga underarter finns listade i Catalogue of Life.